# جرالدین آلبانی
جرالدین آلبانی (آلبانیایی: Geraldina Zog, Mbretëreshë e Shqiptarëvet; ۶ اوت ۱۹۱۵ – ۲۲ اکتبر ۲۰۰۲) یک اشراف اهل آلبانی بود.